# Webster Peaks (Mac-Robertson-Land)
Die Webster Peaks sind eine Gruppe von fünf Berggipfeln im ostantarktischen Mac-Robertson-Land. Sie ragen 5 km südöstlich des Mount Kirkby in der Porthos Range der Prince Charles Mountains auf.
Kartiert wurden sie anhand von Luftaufnahmen der Australian National Antarctic Research Expeditions aus dem Jahr 1965. Das Antarctic Names Committee of Australia (ANCA) benannte sie nach Gilbert Keith Webster, Ionosphärenphysiker auf der Mawson-Station im selben Jahr.